# Windows 10 Mobile
Windows 10 Mobile é um sistema operacional para dispositivos móveis, uma versão móvel da edição Windows 10 desenvolvida pela empresa Microsoft que sucede o Windows Phone 8.1, projetado para smartphones e tablets pequenos com telas menores que 8 polegadas e arquitetura de processadores em ARM e IA-32.
O Windows 10 Mobile tem como objetivo fornecer uma integração maior com seu homônimo para computadores pessoais, incluindo maior sincronização de conteúdo e um novo ecossistema "universal" de aplicativos que permitirá portar para a plataforma os aplicativos desenvolvidos para o Windows 10 em PC, Android, e iOS , além da capacidade de conectar dispositivos a um monitor externo e utilizar uma interface de "PC" com suporte rato e teclado. (É necessário um hardware específico para isso).
Os smartphones que possuem Windows Phone 8.1 serão atualizados para esta versão mobile. Alguns recursos podem variar de acordo com a compatibilidade de hardware. A primeira versão Technical Preview do Windows 10 Mobile foi disponibilizado para download para smartphones Lumia em 12 de fevereiro de 2015. A versão lançada em 25 de maio de 2015, também trabalha no HTC One M8 para Windows, tornando-se a primeira versão de testes a suportar dispositivos de outras marcas. A Microsoft garantiu que futuras builds irão adicionar suporte para mais smartphones que não pertencem à Microsoft.
No dia 13 de janeiro de 2016 o Windows 10 Mobile começou a ser distribuído de forma oficial para os aparelhos com Windows Phone 8.1, sendo o primeiro deles o Lumia 640 em alguns países da Europa. A versão do Windows 10 mobile para smartphones com o Windows Phone 8.1 foi disponibilizada globalmente em 17 de março de 2016, com exceção dos aparelhos com 512 Mb de memória RAM.
A plataforma nunca alcançou um grau significativo de popularidade ou participação de mercado em comparação com Android ou iOS. Em 2017, a Microsoft já havia começado a minimizar o Windows 10 Mobile, tendo descontinuado o desenvolvimento ativo (além das versões de manutenção) devido à falta de interesse do usuário e do desenvolvedor na plataforma e focando mais na ampliação em outros sistemas operacionais móveis como parte de sua estratégia de software e serviços.  
A última atualização planejada para o sistema foi disponibilizada no dia 10 de dezembro de 2019, KB4522812 com a Atualização para o Windows 10 Mobile (OS Build 15254.600) que assim, encerraria oficialmente o suporte ao Windows 10 Mobile. Segue a nota oficial da Microsoft: "O Windows 10 Mobile, versão 1709 chegou ao fim do suporte em 10 de dezembro de 2019. Os dispositivos executando o Windows 10 Mobile e o Windows 10 Mobile Enterprise não receberão mais atualizações mensais de segurança e qualidade que contêm proteção contra as ameaças de segurança mais recentes." Porém, em 14 de janeiro de 2020 a Microsoft lançou o último update do sistema, a atualização KB4535289 para Windows 10 Mobile (build 15254.603 do SO), onde alterou seu EOL para encerrar o suporte junto com o Windows 7. A partir de maio de 2020, o Windows 10 Mobile tem uma participação de mercado de 0,03%.
Apesar disso, os aplicativos do pacote Office mobile continuarão funcionando — e recebendo atualizações — até 12 de janeiro de 2021, portanto, você pode manter a utilização do seu Lumia com Windows 10 Mobile para editar arquivos no Word, Excel, PowerPoint, OneNote.